# Que Passa
"Que Passa" é uma canção do cantor e drag queen brasileiro Grag Queen. A canção foi lançada para download digital e streaming através da SB Music em 15 de junho de 2023.

## Lançamento e promoção
A divulgação do single começou com publicações de Grag nas redes sociais anunciando seu próximo single no Mês do Orgulho, celebrado em junho. Intitulado Que Passa, Grag divulgou alguns vídeos com trechos da nova faixa através de seu Instagram, com videoclipe e versões em português e inglês. A produção ficou por conta de Ruxell e Pablo Bispo, dupla responsável por sucessos de Iza, Gloria Groove, Pabllo Vittar e Anitta, alguns dos mais expressivos nomes do pop nacional. "Que Passa" foi lançada para download digital e streaming em 15 de junho de 2023.

## Videoclipe
Dirigido por Vitin Alencar, o videoclipe foi gravado em São Paulo, com Bruno Arrivabene como diretor criativo. A produção apresenta visuais mostrando uma vibe misteriosa, uma personagem de drag queen bruxa. O videoclipe teve sua estreia um dia depois do lançamento da canção das plataformas digitais.

## Faixas e formatos
| Download digital / streaming |             |         |  |
| N.º                          | Título      | Duração |  |
| 1.                           | "Que Passa" | 3:13    |  |

## Histórico de lançamento
| Região | Data                | Formato(s)                 | Gravadora(s) | Ref.  |
| ------ | ------------------- | -------------------------- | ------------ | ----- |
| Várias | 15 de junho de 2023 | Download digital streaming | SB Music     | [ 3 ] |